# کرش (قومیت)
تیره کُرُش این قول از زبان پیران کورش نیز شنیده شده‌است که خود را تیره‌هایی از طایفه فارسی مدان می‌دانند. واژگان آن‌ها به خوبی نشان می‌دهد که کورشی  گویشی از  زبان بلوچی است و ارتباطی با ترکی قشقایی ندارد. زبان کروشی (Koroshi) جزئی از زبان‌های شمال غربی ایرانی است. جایی که زبان بلوچی در آن واقع شده‌است. این لهجه در تقسیم‌بندی زبانشناسی بخشی از لهجه‌ها و شاخه‌های زبان بلوچی قرار می‌گیرد. چون این لهجه خارج از محدوده جغرافیایی بلوچستان قرار گرفته‌است کمتر مورد توجه قرار گرفته‌است. زبان کروشی به علت همسایگی با زبان فارسی بسیاری از ویژگی‌های این زبان را به خود گرفته‌است. .مردمان کُرُش خود را «دارغه dârghe» نیز می‌نامند. این مردم از قول پیرانشان خود را بازماندهٔ داروغه‌های دوران صفویان می‌دانند، اما گذشته از این مفهوم، «دارغه» به معنی شتربان (ساربان) است.
کرش‌ها گرچه امروزه شترداری نمی‌کنند، علی‌رغم اینکه بسیاری از آن‌ها در حاشیهٔ شهرها و روستاها، یا با تشکیل روستاهای مستقل اسکان یافته‌اند، ‌شیوهٔ دامداری و زندگی عشایری را رها نکرده‌اند و به پرورش بز و گوسفند و بعضا گاو مشغولند.

## تبار
گروهی، کرش‌ها را قشقایی معرفی کرده‌اند. این قول از زبان پیران کرش نیز شنیده شده‌است که خود را تیره‌هایی از طایفه فارسی مدان قشقایی   می دانند. اما شواهد به خوبی نشان می‌دهد که کرشی شاخه‌ای از بلوچی است و ارتباطی با ترکی قشقایی ندارد.

## زبان
گویش کرشی گویشی از زبان بلوچی است که در میان ساربانان قشقایی رایج است، متکلمان این زبان در سال ۱۹۹۲ حدود ۱۶۰ تا ۲۰۰ نفر اعلام شده‌اند

## سرزمین و کوچ
اهالی این طایفه در سال‌های اخیر بیشتر به زندگی یکجانشینی رو آورده‌اند و بیشتر ساکن شهر شیراز و روستاهای دهنو قلندری ،احمدآباد و چهل چشمه کرونی از توابع این شهرستان ،آریاشهر (بالاده) ،دادین و جدول ترکی از توابع شهرستان کازرون، چاه ‌شورَک از توابع شهرستان مُهر ،لب‌اشکن از توابع شهرستان گراش ،کرش آباد منطقه دژگاه فراشبند ،چند روستا در دشت بیضای سپیدان  و نقاطی در طول فیروزآباد تا خنج، فداغ و بیرم لارستان، برخی قسمتهای بخش علامرودشت لامرد و همچنین اطراف بندرعباس و میناب هستند.
سنتاً قشلاق آن‌ها آبگرم از توابع بخش ماهورمیلانی ممسنی و قشلاق ان‌ها بردسپید از توابع بخش ارژن شیراز می‌باشد.